# ᴐ
Cette page contient des caractères spéciaux ou non latins. S’ils s’affichent mal (▯, ?, etc.), consultez la page d’aide Unicode.
Ne doit pas être confondu avec Ɔ (lettre latine o ouvert), Ↄ (lettre latine c réfléchi), Ͻ (lettre grecque sigma lunaire réfléchi).
ᴐ, appelé petite capitale O ouvert, est une lettre additionnelle de l’écriture latine qui est utilisée dans l’alphabet phonétique ouralien. Elle est composée comme une petite capitale de l’o ouvert ‹ ɔ ›.

## Utilisation
Dans l’alphabet phonétique ouralien, ‹ ᴐ › représente une voyelle mi-ouverte postérieure arrondie dévoisée, notée [ɔ̥] avec l’alphabet phonétique international, le O ouvert ‹ ɔ › représentant une voyelle mi-ouverte postérieure arrondie, [ɔ], et les petites capitales indiquant le dévoisement.

## Représentations informatiques
La petite capitale O ouvert peut être représentée avec les caractères Unicode (Extensions phonétiques) suivants :
| formes    | représentations | chaînes de caractères | points de code | descriptions                                     |
| --------- | --------------- | --------------------- | -------------- | ------------------------------------------------ |
| minuscule | ᴐ               | ᴐ                     | U+1D10         | lettre minuscule latine petite capitale o ouvert |